# Port Royal (Pennsilvània)
Port Royal és una població dels Estats Units a l'estat de Pennsilvània. Segons el cens del 2000 tenia 977 habitants.

## Demografia
Segons el cens del 2000, Port Royal tenia 977 habitants, 398 habitatges, i 278 famílies. La densitat de població era de 571,5 habitants/km².
Dels 398 habitatges en un 32,4% hi vivien nens de menys de 18 anys, en un 54% hi vivien parelles casades, en un 10,1% dones solteres, i en un 29,9% no eren unitats familiars. En el 26,1% dels habitatges hi vivien persones soles el 12,8% de les quals corresponia a persones de 65 anys o més que vivien soles. El nombre mitjà de persones vivint en cada habitatge era de 2,45 i el nombre mitjà de persones que vivien en cada família era de 2,92.
Per edats la població es repartia de la següent manera: un 26% tenia menys de 18 anys, un 7,3% entre 18 i 24, un 30,4% entre 25 i 44, un 20,9% de 45 a 60 i un 15,5% 65 anys o més.
L'edat mediana era de 37 anys. Per cada 100 dones de 18 o més anys hi havia 89,8 homes.
La renda mediana per habitatge era de 34.514 $ i la renda mediana per família de 39.479 $. Els homes tenien una renda mediana de 28.750 $ mentre que les dones 22.841 $. La renda per capita de la població era de 16.212 $. Entorn del 8,2% de les famílies i el 10% de la població estaven per davall del llindar de pobresa.

## Poblacions properes
El següent diagrama mostra les poblacions més properes.